# Кейн (округ, Юта)
Шаблон:StateAbbr_ 37°17′ пн. ш. 111°53′ зх. д. / 37.29° пн. ш. 111.89° зх. д.
Округ Кейн (англ. Kane County) — округ (графство) у штаті Юта, США. Ідентифікатор округу 49025.

## Історія
Округ утворений 1864 року.

## Демографія
За даними перепису 2000 року загальне населення округу становило 6046 осіб, зокрема міського населення було 2734, а сільського — 3312. Серед мешканців округу чоловіків було 2997, а жінок — 3049. В окрузі було 2237 домогосподарств, 1629 родин, які мешкали в 3767 будинках. Середній розмір родини становив 3,21.
Віковий розподіл населення поданий у таблиці:
| Стать    | До 15 років | 15-21 | 22-29 | 30-39 | 40-49 | 50-65 | 65-85 | Понад 85 |
| -------- | ----------- | ----- | ----- | ----- | ----- | ----- | ----- | -------- |
| Чоловіки | 734         | 337   | 204   | 288   | 438   | 512   | 454   | 30       |
| Жінки    | 691         | 288   | 214   | 325   | 437   | 568   | 458   | 68       |

## Суміжні округи
- Гарфілд — північ
- Сан-Хуан — схід
- Коконіно, Аризона — південь
- Могаве, Аризона — південний захід
- Вашингтон — захід
- Айрон — північний захід